# Спасько-Запрудська сільська рада
Спасько-Запрудська сільська рада — колишня адміністративно-територіальна одиниця та орган місцевого самоврядування у Емільчинському районі Коростенської округи Української СРР з адміністративним центром у слободі Спаські Запруди.

## Населені пункти
Сільській раді на час ліквідації були підпорядковані населені пункти:
- слоб. Спаські Запруди;
- кол. Михайлівка;
- кол. Редька;
- кол. Рогівка;
- кол. Сергіївка;
- кол. Товин.

## Населення
Кількість населення ради, станом на 1923 рік, становила 2 286 осіб, кількість дворів — 458.

## Історія та адміністративний устрій
Створена 1923 року в складі слоб. Спаські Запруди та колоній Михайлівка, Редька, Рогівка, Сергіївка і Товин Емільчинської волості Новоград-Волинського повіту Волинської губернії. 7 березня 1923 року включена до складу новоутвореного Емільчинського району Коростенської округи.
Ліквідована 30 жовтня 1924 року, відповідно до рішення Волинської ГАТК (протокол № 11/6 «Про виділення та організацію національних сільрад»), колонії Редька, Рогівка, Сергіївка і Товин включені до складу новоутвореної Сергіївської сільської ради, слоб. Спаські Запруди підпорядковано Медведівській сільської ради Емільчинського району Коростенської округи.